# Megalota
Megalota is een geslacht van vlinders van de familie bladrollers (Tortricidae), uit de onderfamilie Olethreutinae.

## Soorten
- M. anceps (Meyrick, 1909)
- M. antefracta Diakonoff, 1981
- M. archana Aarvik, 2004
- M. fallax (Meyrick, 1909)
- M. geminus Diakonoff, 1973
- M. helicana (Meyrick, 1881)
- M. lobotona (Meyrick, 1921)
- M. namibiana Aarvik, 2004
- M. purpurana Aarvik, 2004
- M. rhopalitis (Meyrick, 1920)
- M. solida Diakonoff, 1973
- M. sponditis (Meyrick, 1918)
- M. vera Diakonoff, 1966